# جيمي ماغواير
جيمي ماغواير (بالإنجليزية: Jamie McGuire)‏ (13 نوفمبر 1983 في المملكة المتحدة - ) هو لاعب كرة قدم بريطاني في مركز الوسط. لعب مع نادي ترانمير روفرز لكرة القدم وCammell Laird 1907 F.C. ‏ ونورثويتش فيكتوريا ونادي مانسفيلد تاون وفليتوود تاون وDroylsden F.C. ‏.

## وصلات خارجية
- جيمي ماغواير على موقع قاعدة بيانات كرة القدم.إي يو (الإنجليزية)
- جيمي ماغواير على موقع Soccerbase.com (لاعب) (الإنجليزية)